# Кристаллическая дистрофия Bietti
 Кристаллическая дистрофия Bietti  (BCD), также называемая   кристаллическая корнеоретинальная дистрофия Bietti , является редким аутосомно — рецессивным  заболеванием глаз и названа в честь доктора G.B. Bietti.
BCD является редким заболеванием и, кажется, чаще встречается у людей азиатского происхождения.

## Проявления
Симптомы BCD включают в себя:
- Кристаллы в роговице (прозрачной оболочке глаза)
- Желтые, блестящие отложения на сетчатке
- Прогрессирующая атрофия сетчатки, хориокапиляров и сосудистой оболочки (задний слой глаза). Это, как правило, приводит к прогрессирующей ночной слепоте и  сужению поля зрения.

## Генетика
BCD наследуется по аутосомно-рецессивному типу. Это означает, что дефектный ген, ответственный за беспорядок размещён в аутосоме, и две копии дефектного гена (унаследованные по одной от каждого родителя) требуются для того, чтобы родиться с расстройством. Родители человека с аутосомно — рецессивным расстройством перенесли по одной копии дефектного гена, но, как правило, сами не испытывали каких-либо признаков или симптомов расстройства.
BCD связано с мутациями гена CYP4V2. нематода C. elegans имеет дублированные гены (cyp31A2 и cyp31A3), которые ортологичны человеческому гену. Эти гены кодируют цитохрому Р450, участвующих в синтезе жирных кислот.